# Florence Mary Taylor
Florence Mary Parson (Bedminster, Inglaterra, 29 de diciembre de 1879 – Sídney, Australia, 13 de febrero de 1969), fue la primera arquitecta en Australia y la primera mujer en estudiar ingeniería civil y estructural.

## Primeros años
Florence Mary Taylor nació en Bedminster, en Somerset (ahora una parte de Bristol), fue la mayor de las tres hijas del matrimonio John y Eliza Parsons, padres de clase obrera que se describieron como "cantero de piedra" y "lavandera" en el censo británico de 1881. Su familia emigró a Australia cuando ella era un niña. Llegaron a Sídney en 1884, después de una corta temporada en Queensland. Su padre, John Parsons, trabajó como ponente de opinión con el Consejo de Parramatta, y también en la rama de construcción de alcantarillado del Departamento de Obras Públicas del Ayuntamiento.
Taylor asistió a la escuela pública, al Presbyterian Ladies’ College. Después de la muerte de su madre en 1896 y la de su padre en 1899, Taylor empezó a trabajar para mantener a sus hermanas menores. Comenzó a trabajar en la empresa de arquitectura e ingeniería del arquitecto Francis Stowe. Inspirada por la situación de los dibujantes en esta oficina que ganaban mucho más que ella se matriculó en clases nocturnas en el Colegio Técnico de Sídney, donde fue la única mujer en su clase y la primera en completar los estudios en arquitectura en 1904. 
El 3 de abril de 1907, Florence se casó con uno de sus antiguos profesores, el ingeniero arquitecto George Augustine Taylor. Compartieron muchos de sus intereses, incluidos la aviación. El 5 de diciembre de 1909 se convirtió en la primera mujer australiana en volar en un planeador construido por su marido en su taller en Redfern.

## Trayectoria
Entre 1900 y 1902 trabajó en la oficina del arquitecto Edmund Skelton Garton. En 1902 se trasladó a la oficina de arquitectura de John Burcham Clamp, donde llegó a ser jefa de dibujantes. En 1907, Clamp la nominó para ser miembro asociado del Instituto de Arquitectos de Nueva Gales del Sur. Su afiliación fue otorgada 13 años después en 1920.
Al poco tiempo de casarse, Florence y George Taylor pusieron en marcha una empresa editorial –la Building Publishing Company– con el objetivo de publicar revistas cuya temática versaba sobre la industria de la construcción y al urbanismo en Australia. Encabezada por la revista Building, además Florence editó otras tres revistas: Harmony, Young Australia y Australian Home (más tarde llamada Commonwealth Home). La revista Building fue publicada por primera vez en septiembre de 1907.
Juntos también fueron miembros fundadores de la Asociación de Urbanismo de Nueva Gales del Sur en 1913. Además trabajó como secretaria de la asociación durante años.
En 1928 se produjo la muerte repentina de su esposo. Florence Taylor se quedó al cargo de la empresa editorial hasta 1961, aunque tuvo que cancelar varias de las revistas, sólo mantuvo Building (más tarde Building, Lighting and Engineering) (1907–72), Construction (1908-74) y Australasian Engineer (1915–73), en las que ella misma editó y continuó escribiendo y manifestando sus ideas sobre planificación urbana y rural. En este mismo año ingresó en la Junta de Arquitectos del Estado.
Continuó trabajando en proyectos de urbanismo. Viajó a Asia, América y Europa, en donde estudió nuevas ideas sobre urbanismo, que expuso en sus artículos.  En 1959 se publicó un libro sobre sus planes urbanísticos, escrito por su empleado J.M. Giles, Fifty years of town planning with Florence M. Taylor .
Taylor fue nombrada Oficial de la Orden del Imperio Británico en 1939 y elevada a Comandante de esa orden en 1961.
Se retiró en 1961 a la edad de 81 años y se mudó a Potts Point junto con su hermana Annis Parsons. Allí murió el 13 de febrero de 1969.

## Obras
En sus primeros años de profesión Taylor participó en el diseño de numerosas viviendas de Mosman, Neutral Bay y Darling Point. En 1907 trabajó junto con John Burcham Clamp en el diseño del sótano de la tienda comercial Farmers en la calle Pitt, Sídney. En ese mismo año realizó los planos y la perspectiva del proyecto ganador del concurso para el edificio Commercial Traveller's , demolido en los años 70. También ganó varios premios en diferentes secciones de diseño arquitectónico en la "Primera Exposición Australiana de Trabajo de la Mujer" en Melbourne en 1907. Su diseño ganador para una cocina fue publicado en el NSW Institute of Architects 'journal en noviembre de 1907. El diseño para una cabaña en la playa, ganador del segundo premio, tuvo que esperar otros 50 años antes de ser publicado en uno de sus propios diarios, Construction, el 24 de diciembre de 1958.